# 비옴부주

비옴부주

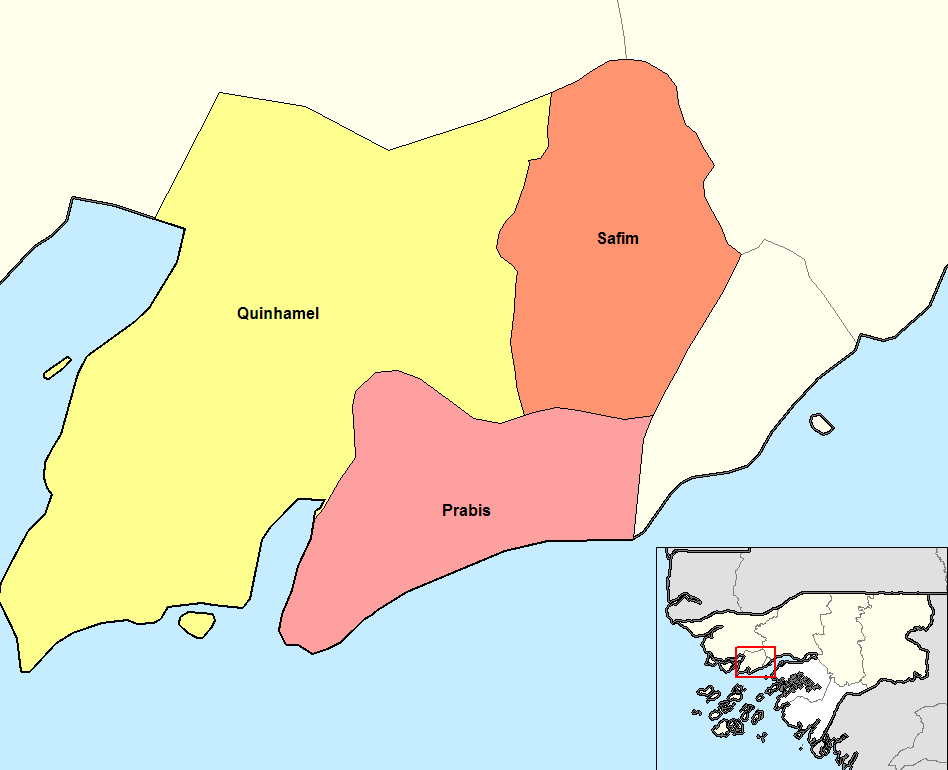
비옴부주의 하위 구역

비옴부주(포르투갈어: Biombo)는 기니비사우 서부에 위치한 주로, 주도는 키냐멜이며 면적은 838km2, 인구는 63,835명(2004년 기준)이다. 북쪽으로는 카셰우주, 북동쪽으로는 오이우주, 동쪽으로는 비사우와 인접해 있으며 3개의 하위 행정 구역(프라비스, 키냐멜, 사핌)을 관할한다.

## 같이 보기
- 기니비사우의 행정 구역